# انتخابات فدرال آلمان (۲۰۰۲)
انتخابات فدرال آلمان در روز ۲۲ سپتامبر ۲۰۰۲ برای تعیین اعضای پانزدهمین دوره بوندستاگ برگزار شد. گرهارد شرودر صدراعظم وقت آلمان از حزب سوسیال دموکرات با اختلاف اندکی برنده شد و دولت چپ میانه خود را با ائتلاف با حزب سبز تداوم بخشید. حزب سوسیال دموکرات آلمان نیز بزرگ‌ترین حزب بوندستاگ باقی ماند.

## پیش‌زمینه
۲۴ حزب سیاسی آلمان برای انتخابات بوندستاگ در آن سال اعلام آمادگی کردند. حزب سوسیال دموکرات، حزب سبز، حزب دموکرات آزاد و حزب سوسیالیسم دموکراتیک فعالیت انتخاباتی خود را در تمام ایالت‌ها آغاز کردند، حزب اتحادیه دموکرات مسیحی در تمام ایالت‌ها به غیر از بایرن و حزب اتحادیه سوسیال مسیحی به‌عنوان حزب خواهر دموکرات مسیحی تنها در ایالت بایرن فعال بود. احزاب کوچکتر دیگری نیز همانند حزب قانون‌مداری فعال بودند. این حزب در تمام ایالت‌ها غیر از ایالت زاکسن-آنهالت به فعالیت می‌پرداخت.
تعداد نامزدها، کرسی‌های بوندستاگ و حوزه‌های انتخابیه کمتر از انتخابات بوندستاگ ۱۹۹۸ بود. ۳۵۴۲ نامزد (در سال ۱۹۹۸: ۵۰۶۲)، که حدود ۲۹٪ آنها زن بودند، برای انتخاب در ۵۹۸ کرسی (در سال ۱۹۹۸: ۶۵۶ کرسی) در بوندستاگ ثبت نام کردند. تعداد حوزه‌های انتخابیه نیز با ۲۹ حوزه کاهش ۲۹۹ حوزه انتخابیه بود.
صدراعظم وقت دولت فدرال گرهارد شرودر (از حزب سوسیال دموکرات) مجدداً نامزد حزب خود برای سمت صدارت اعلام شد. حزب اتحادیه پس از آنکه آنگلا مرکل از کاندیداتوری خود در ژانویه ۲۰۰۲ انصراف داد، ادموند اشتویبر را برای کاندیداتوری صدارت عظمای آلمان برگزید. در این انتخابات حزب دموکرات آزاد - برای اولین بار در تاریخ خود - نامزد اصلی و رهبر حزب، گیدو وستروله را به عنوان کاندیدای صدارت عظمی انتخاب کرد. با این کار این حزب خود را به عنوان یک نیروی مستقل نشان می‌داد و امیدوار بود (با اینکه نتیجه انتخابات بی فایده بودنش را نشان داد) به نتیجه قابل توجهی بالاتر در انتخابات دست پیدا کند.

## کمپین‌های انتخاباتی
موضوعات مهم در مبارزات انتخاباتی برای این دوره از انتخابات بوندستاگ، موضع‌گیری در مورد جنگ عراق، کمیسیون هارتس، اصلاحات در سیستم آموزشی و اصلاح مالیات مربوط به محیط زیست بود. احزاب اصلی آلمان در این دوره از انتخابات با مسائل داخلی فراوانی روبرو بودند: حزب اتحادیه با قضایای مربوط به رسوایی تأمین مالی حزب از دهه ۹۰ دست و پنجه نرم می‌کرد؛ حزب سوسیال دموکرات با رسوایی مالی در خصوص کارخانه‌های زباله‌سوزی، حزب دموکرات آزاد در خصوص جزوه‌های مربوط به مولمان از اعضای این حزب که شائبه یهودستیز بودن داشت و حزب سوسیالیسم دموکراتیک نیز در رسوایی مربوط به استفاده شخصی اعضای حزب از سهمیه پروازهای کاری.
بحث‌های انتخاباتی در خصوص مدیریت بحران سیل رود البه در سال ۲۰۰۲ نیز در نتیجه انتخابات کم‌تاثیر نبود: گرهارد شرودر با ائتلاف قرمز-سبز خود از مناظرات انتخاباتی بخوبی بهره برد و توانست آن را به نقطه قوت خود تبدیل کند و با اندکی اختلاف به پیروزی دست یابد.
مناظرات تلویزیونی بین دو نامزد اصلی، ادموند اشتویبر از حزب اتحادیه و گرهارد شرودر از حزب سوسیال دموکرات برگزار شد. حزب دموکرات آزاد از راه نیافتن نامزد خود گیدو وستروله به مناظرات انتخاباتی به دادگاه قانون اساسی شکایت برد. دادگاه شکایت حزب را با این دلیل که چشم‌اندازی برای پیروزی حزب دموکرات آزاد در انتخابات دیده نمی‌شد رد کرد.

## نتایج انتخابات
میزان مشارکت در انتخابات ۷۹/۱٪ بود.
|              | رای اول    | رای دوم    |
| ------------ | ---------- | ---------- |
| واجدین شرایط | ۶۱٫۴۳۲٫۸۶۸ | ۶۱٫۴۳۲٫۸۶۸ |
| رای‌دهنده‌ها   | ۴۸٫۵۸۲٫۷۶۱ | ۴۸٫۵۸۲٫۷۶۱ |
| آرای نامعتبر | ۷۴۱٫۰۳۷    | ۵۸۶٫۲۸۱    |
| آرای معتبر   | ۴۷٫۸۴۱٫۷۲۴ | ۴۷٫۹۹۶٫۴۸۰ |

| حزب                             | آرای نخست  | درصد    | کرسی مستقیم | آرای دوم   | درصد    | تغییر | کرسی‌ها | تغییر کرسی‌ها | کرسی غیر مستفیم |
| ------------------------------- | ---------- | ------- | ----------- | ---------- | ------- | ----- | ------ | ------------ | --------------- |
| SPD                             | ۲۰٫۰۵۹٫۹۶۷ | ۴۱٬۹۳۰  | ۱۷۱         | ۱۸٫۴۸۸٫۶۶۸ | ۳۸٬۵۲۱  | −۲٬۴  | ۲۵۱    | −۴۷          | ۴               |
| CDU                             | ۱۵٫۳۳۶٫۵۱۲ | ۳۲٬۰۵۷  | ۸۲          | ۱۴٫۱۶۷٫۵۶۱ | ۲۹٬۵۱۸  | +۱٬۱  | ۱۹۰    | −۸           | ۱               |
| CSU                             | ۴٫۳۱۱٫۱۷۸  | ۹٬۰۱۱   | ۴۳          | ۴٫۳۱۵٫۰۸۰  | ۸٬۹۹۰   | +۲٬۲  | ۵۸     | +۱۱          | –               |
| حزب سبز                         | ۲٫۶۹۳٫۷۹۴  | ۵٬۶۳۱   | ۱           | ۴٫۱۱۰٫۳۵۵  | ۸٬۵۶۴   | +۱٬۹  | ۵۵     | +۸           | –               |
| FDP                             | ۲٫۷۵۲٫۷۹۶  | ۵٬۷۵۴   | –           | ۳٫۵۳۸٫۸۱۵  | ۷٬۳۷۳   | +۱٬۲  | ۴۷     | +۴           | –               |
| PDS                             | ۲٫۰۷۹٫۲۰۳  | ۴٬۳۴۶   | ۲           | ۱٫۹۱۶٫۷۰۲  | ۳٬۹۹۳   | −۱٬۱  | ۲      | −۳۴          | –               |
| حزب شیل                         | ۱۲۰٫۳۳۰    | ۰٬۲۵۱   | –           | ۴۰۰٫۴۷۶    | ۰٬۸۳۴   | –     | –      | –            | –               |
| حزب جمهوری‌خواه                  | ۵۵٫۹۴۷     | ۰٬۱۱۷   | –           | ۲۸۰٫۶۷۱    | ۰٬۵۸۵   | –     | –      | –            | –               |
| NPD                             | ۱۰۳٫۲۰۹    | ۰٬۲۱۶   | –           | ۲۱۵٫۲۳۲    | ۰٬۴۴۸   | –     | –      | –            | –               |
| حزب حقوق حیوانات                | ۸٫۸۵۸      | ۰٬۰۱۸   | –           | ۱۵۹٫۶۵۵    | ۰٬۳۳۳   | –     | –      | –            | –               |
| حزب خاکستری                     | ۷۵٫۴۹۰     | ۰٬۱۵۸   | –           | ۱۱۴٫۲۲۴    | ۰٬۲۳۸   | –     | –      | –            | –               |
| حزب معتمدان به انجیل            | ۷۱٫۱۰۶     | ۰٬۱۴۹   | –           | ۱۰۱٫۶۴۵    | ۰٬۲۱۲   | –     | –      | –            | –               |
| حزب دموکراتیک اکولوژیک          | ۵۶٫۵۹۳     | ۰٬۱۱۸   | –           | ۵۶٫۸۹۸     | ۰٬۱۱۹   | –     | –      | –            | –               |
| حزب زنان                        | ۲٫۲۶۴      | ۰٬۰۰۵   | –           | ۳۶٫۸۳۲     | ۰٬۰۷۷   | –     | –      | –            | –               |
| حزب خانواده                     | ۱۵٫۱۳۸     | ۰٬۰۳۲   | –           | ۳۰٫۰۴۵     | ۰٬۰۶۳   | –     | –      | –            | –               |
| جنبش حقوق شهروندی               | ۲۲٫۵۳۱     | ۰٬۰۴۷   | –           | ۱۶٫۹۵۸     | ۰٬۰۳۵   | –     | –      | –            | –               |
| حزب میانه مسیحی                 | ۲٫۴۱۳      | ۰٬۰۰۵   | –           | ۱۵٫۴۴۰     | ۰٬۰۳۲   | –     | –      | –            | –               |
| حزب بایرن                       | ۶٫۷۵۷      | ۰٬۰۱۴   | –           | ۹٫۳۷۹      | ۰٬۰۲۰   | –     | –      | –            | –               |
| حزب خانواده و مستمری‌بگیران      | ۴٫۳۶۳      | ۰٬۰۰۹   | –           | ۷٫۴۹۹      | ۰٬۰۱۶   | –     | –      | –            | –               |
| حزب حقوق شهروندی، آزادی و سلامت | ۲٫۸۹۵      | ۰٬۰۰۶   | –           | ۴٫۶۹۷      | ۰٬۰۱۰   | –     | –      | –            | –               |
| حزب میانه                       | ۱٫۸۲۳      | ۰٬۰۰۴   | –           | ۳٫۱۲۷      | ۰٬۰۰۷   | –     | –      | –            | –               |
| حزب انسانی                      | ۱٫۳۸۵      | ۰٬۰۰۳   | –           | ۲٫۴۸۵      | ۰٬۰۰۵   | –     | –      | –            | –               |
| حزب بنفش                        | ۸۴۰        | ۰٬۰۰۲   | –           | ۲٫۴۱۲      | ۰٬۰۰۵   | –     | –      | –            | –               |
| حزب کمونیست آلمان               | ۶۸۶        | ۰٬۰۰۱   | –           | ۱٫۶۲۴      | ۰٬۰۰۳   | –     | –      | –            | –               |
| اتحادیه سوسیال آلمان            | ۶٫۰۰۳      | ۰٬۰۱۳   | –           | شمارش نشده | –       | –     | –      | –            | –               |
| حزب کمونیستی آلمان              | ۳٫۹۵۳      | ۰٬۰۰۸   | –           | شمارش نشده | –       | –     | –      | –            | –               |
| حزب آزادی                       | ۲٫۰۰۳      | ۰٬۰۰۴   | –           | شمارش نشده | –       | –     | –      | –            | –               |
| حزب صدای دموکراتیک              | ۵۷۱        | ۰٬۰۰۱   | –           | شمارش نشده | –       | –     | –      | –            | –               |
| سایر احزاب                      | ۴۳٫۱۱۶     | ۰٬۰۹۰   | –           | شمارش نشده | –       | –     | –      | –            | –               |
| جمع                             | ۴۷٫۸۴۱٫۷۲۴ | ۱۰۰٬۰۰۰ | ۲۹۹         | ۴۷٫۹۹۶٫۴۸۰ | ۱۰۰٬۰۰۰ | –     | ۶۰۳    | −۶۶          | ۵               |

## تشکیل دولت
حزب سوسیال دموکرات با وجود از دست دادن همچنان حزب پیشتاز در انتخابات بود و توانست دولت ائتلافی با حزب سبز را برای دور دیگری تداوم بخشد.